# Округ Гранди (Тенеси)
Округ Гранди (енгл. Grundy County) је округ у америчкој савезној држави Тенеси.

## Демографија
По попису из 2010. године број становника је 13.703, што је 629 (-4,4%) становника мање него 2000. године.
| Група             | 2000.          | 2010.          |
| Белци             | 14.010 (97,8%) | 13.321 (97,2%) |
| Афроамериканци    | 20 (0,1%)      | 37 (0,3%)      |
| Азијати           | 24 (0,2%)      | 24 (0,2%)      |
| Хиспаноамериканци | 141 (1,0%)     | 113 (0,8%)     |
| Укупно            | 14.332         | 13.703         |